# Aristeasbrief
Der sogenannte Aristeasbrief ist eine in griechischer Sprache verfasste pseudepigraphe Schrift eines Juden aus der Epoche des Hellenismus. Er schildert und rechtfertigt die Übersetzung des Pentateuchs aus dem Hebräischen ins Griechische, genannt Septuaginta (lateinisch für „siebzig“).

## Verfasser und Datierung
Der unbekannte Verfasser des Textes nennt sich Aristeas, was vielleicht ein Pseudonym ist. Er präsentiert sich als Anhänger der griechischen Religion. Er gibt an, ein hohes Amt am Hof des ägyptischen Königs Ptolemaios – gemeint ist Ptolemaios II. Philadelphos (285–246 v. Chr.) – zu bekleiden. In dem Brief berichtet er einem Freund namens Philokrates über die Umstände der Entstehung des Septuaginta-Textes.
Es ist jedoch anzunehmen, dass es sich bei dem Verfasser um einen ägyptischen Juden aus Alexandria handelt, der sich an ein hellenisiertes jüdisches Publikum wandte. Der Inhalt ermöglicht keine sichere Datierung. Aufgrund des Stils der in den Brief eingefügten angeblichen offiziellen Schriftstücke ist eine Entstehung in der zweiten Hälfte des 2. Jahrhunderts v. Chr. wahrscheinlich, also mehr als ein Jahrhundert nach der Regierungszeit von Ptolemaios, der angeblich Aristeas beauftragt hatte.

## Inhalt
In dem Brief berichtet der Verfasser, er sei auf Anregung des königlichen Bibliothekars Demetrios von Phaleron von König Ptolemaios II. nach Jerusalem zu dem jüdischen Hohenpriester Eleazar entsandt worden, mit dem er Gespräche über die allegorische Bedeutung jüdischer religiöser Gebote geführt habe. Dann sei er mit Tora-Schriftrollen und mit 72 Übersetzern nach Alexandria zurückgekehrt (jeweils 6 Männer aus den Zwölf Stämmen Israels). Diese hätten dann in 72 Tagen den Pentateuch ins Griechische übersetzt. 
Eine  spätere weitere Ausschmückung der Legende findet sich nicht im Aristeasbrief: Dass nämlich die 72 Übersetzer unabhängig voneinander arbeiteten und trotzdem durch göttliche Eingebung alle den wortgleichen griechischen Text produzierten. 
Ausführlich wird dagegen über die Tischgespräche der 72 Gelehrten mit dem makedonischen König Ägyptens berichtet, in denen Ptolemaios den Juden im Verlauf von sieben Tagen philosophische Fragen stellte; jeder der 72 Übersetzer beantwortete eine Frage. 
Die Übersetzung sei von den Juden in Alexandria gutgeheißen worden. Sie sei damit autorisiert, und wer daran etwas ändere, der solle verflucht sein. Dann sei das Werk dem König vorgelegt worden, der es in seiner Bibliothek (der berühmten Bibliothek von Alexandria) zu besitzen wünschte. Außerdem wird in dem Brief berichtet, der König habe auf Bitten des Aristeas allen jüdischen Kriegsgefangenen, die sich als Sklaven in seinem Reich befanden, die Freiheit geschenkt.
Aristeas erweist sich als aufgeklärt und der griechisch-hellenistischen Denkweise gegenüber sehr aufgeschlossen. Er meint etwa, Zeus sei schlicht ein anderer Name für den jüdisch-monotheistischen Gott. Den griechischen Polytheismus lehnt er als gläubiger Jude zwar ab, vermeidet aber Polemik, zumal er selbst sich ja als Grieche ausgibt. Er lässt den Hohenpriester Eleazar eine euhemeristische Deutung vortragen: Die griechischen Götter seien ursprünglich hervorragende Menschen gewesen, die durch ihre bedeutenden Leistungen vor langer Zeit zu göttlichen Ehren gelangt seien.
Mit Blick auf seine jüdische Leserschaft bemüht sich der Verfasser, das Vorhaben der Übersetzung des Pentateuchs ins Griechische als gerechtfertigt und geglückt darzustellen; Zweifel seiner jüdischen Zeitgenossen an der Korrektheit des Übersetzungstextes seien unberechtigt.
Im Brief findet sich auch die älteste literarische Nachricht über den jüdischen Brauch von Tefillin und Mesusa.

## Überlieferungs- und Forschungsgeschichte
Es sind mehr als 20 Handschriften dieses Briefes überliefert, der auch in vielen anderen Texten erwähnt und zitiert wird. Er ist in einwandfreiem Griechisch abgefasst. Eine Abschrift in deutscher Sprache ist beispielsweise mit Cod. Pal. germ. 10 (Anfang 16. Jh.) gegeben.
Der Brief wurde bereits früh aufgrund philologischer Textkritik als Fälschung erkannt. Schon Humphrey Hody verfasste 1684 seine Contra historiam Aristeae de LXX interpretibus dissertatio, worin er ausführt, der Brief sei eine späte Fälschung durch einen hellenisierten Juden. Ihm widersprach allerdings Isaac Vossius (1618–1689), der Bibliothekar der Königin Christine von Schweden, im Anhang seiner Ausgabe des Pomponius Mela.

## Ausgaben
- Emil Kautzsch (Hrsg.): Die Apokryphen und Pseudepigraphen des Alten Testaments. Bd. 2: Die Apokryphen des Alten Testaments. Darmstadt 1962 (2., unveränderter Nachdruck der Erstausgabe von 1900).
- André Pelletier (Hrsg.): Lettre d’Aristée a Philocrate, Paris 1962 [kritische Edition mit französischer Übersetzung]
- Norbert Meisner: Aristeasbrief, in: Kümmel, Werner Georg; Lichtenberger, Hermann (Hrsg.): Jüdische Schriften aus hellenistisch-römischer Zeit. Bd. 2: Unterweisung in erzählender Form, Gütersloh 1973, S. 35–88.
- Shutt, R. J. H.: Letter of Aristeas, in: Charlesworth, James Hamilton (Hrsg.): The Old Testament Pseudepigrapha. Vol. 2: Expansions of the "Old Testament" and Legends, Wisdom and Philosophical Literature, Prayers, Psalms and Odes, Fragments of Lost Judaeo-Hellenistic Works, Garden City, New York 1985, 7–34.
- Kai Brodersen (Hrsg.): Aristeas: Der König und die Bibel, Griech.-Dt., Reclams Universal-Bibliothek 18576, Stuttgart: Reclam 2008. ISBN 3-15-018576-9